# Asifabad (huyện)

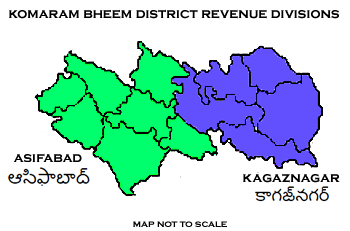
Phân khu của huyện Komaram Bheem

Komaram Bheem Asifabad là một huyện thuộc bang Telangana. Huyện này được tách ra từ huyện Adilabad từ tháng 10 năm 2016.

## Hành chính
Huyện được phân thành 2 phó huyện là Asifabad và Kagaznagar. Đơn vị hành chính cấp dưới gồm có 15 mandal. Ngài Champalal là lãnh đạo hiện tại của huyện.
1. Asifabad
2. Wankidi
3. Kerameri
4. Tiryani
5. Jainoor
6. Sirpur (U)
7. Lingapur
8. Bejjur
9. Dahegaon
10. Kagaznagar
11. Koutala
12. Rebbena
13. Sirpur T
14. Penchikalpeta
15. Chintalamanepalli

## Di tích - Danh thắng
- Thác Savatula Gundam